# 基米托恩

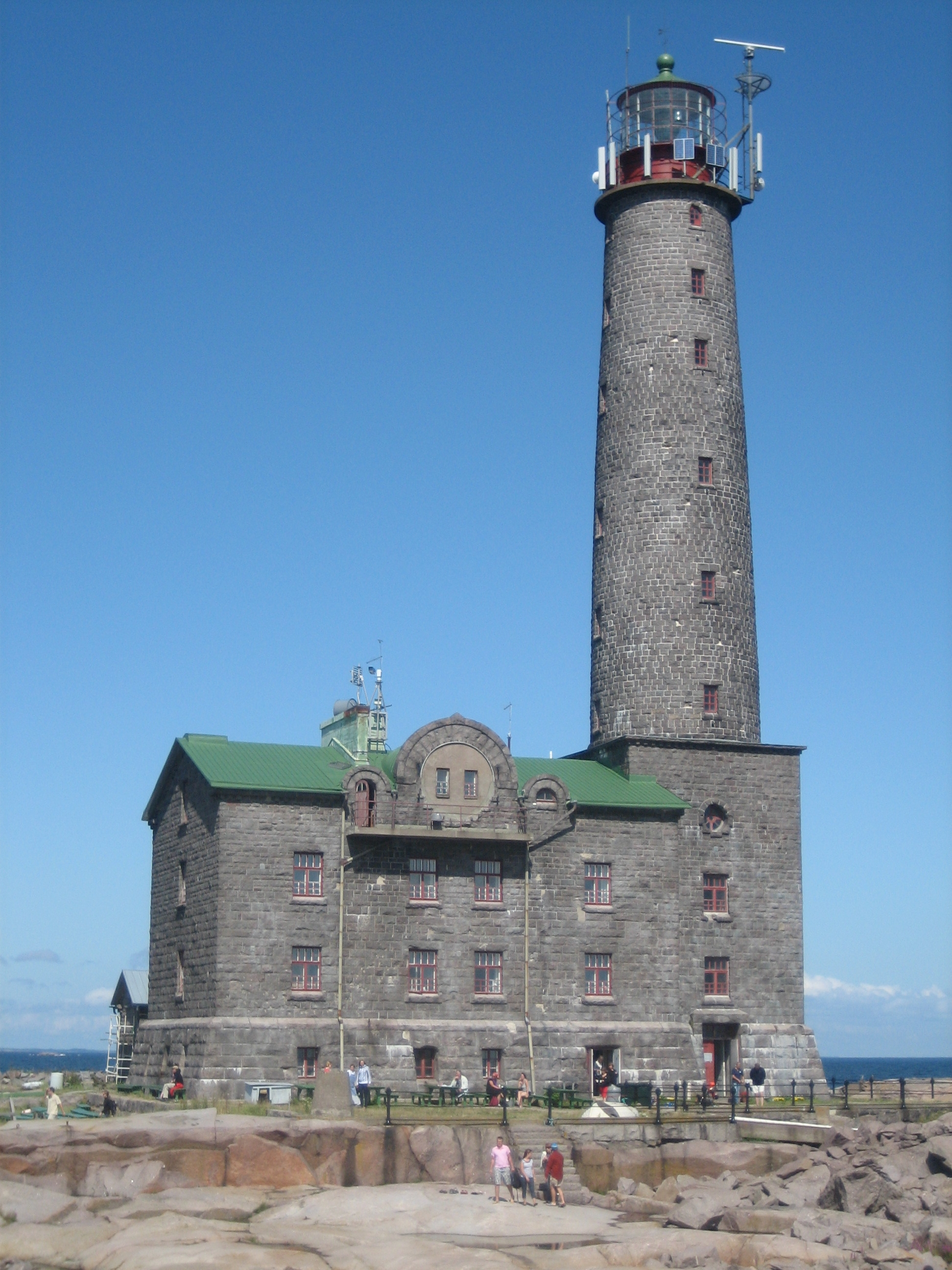
本特礁灯塔

基米托恩（瑞典語：Kimitoön）是芬蘭的市鎮，位於該國南部，由西南芬蘭區負責管轄，始建於2009年，面積2,801平方公里，每年平均降雨量768毫米，2013年人口7,116，人口密度為每平方公里10.36人。

## 外部連結
- 基米托恩市镇官方网站 （页面存档备份，存于） （瑞典文） （文） （英文）